# Heart Under
《Heart Under》는 2022년 5월 27일에 발매된 아일랜드의 록 밴드 저스트 머스터드의 두 번째 정규 음반이다. 2018년 《Wednesday》의 공개 이후 4년 만의 복귀작이자 파티전 레코드를 통해 공개되는 첫 음반이다. 비평가들은 음반에 극찬을 보냈다. 또한 아일랜드 음반 차트 17위에 진입했다.

## 배경 및 작업
저스트 머스터드는 2018년 5월 던도크의 지역 레이블인 피자 피자 레코드를 통해 밴드의 첫 번째 정규 음반인 《Wednesday》를 공개했다. 독립 레이블의 한계에도 불구하고 음반은 온라인상에서 어느 정도 인기를 끌었다. 이듬해 4월, 인터뷰에서 미래의 계획에 관한 인터뷰어의 질문에 음반에 실을 곡을 쓸 것이라고 답했다. 2020년 초에도 음반 제작 과정이 아직 작곡 단계에 머물러 있으며, 당장 프로듀서나 스튜디오를 선정하는 것을 염두에 두고 있지 않다고 언급했다. 2021년 5월 아이리시 인디펜던트와의 대담에서는 아직 제목이 정해지지 않은 두 번째 음반이 거의 완성되어 가고 있다고 밝혔다. 멤버 데이비드 누넌은 코로나19 범유행이 일어나지 않았다면 다른 음반이 되었을 것이라고 말하며, 2020년 3월부터 10월에 대부분의 곡이 만들어졌고, 더니골주의 신설 스튜디오인 어티카에서 많은 녹음을 했다고 얘기했다. 당시 밴드는 코로나19 발생 초기에 새로운 노래를 작업해 시간을 최대한 이용하려고 했으나, 몇 달이 지나면서 무력감이 생기고 영감이 떨어졌었고, 케이티 볼은 잠시 작곡을 쉬는 기간을 가졌지만, 휴식 기간이 생각했던 것보다 길어졌다고 설명했다.

## 발매
2021년 5월, 저스트 머스터드는 라이브 인 드림스(영어: Live In Dreams)라는 제목의 콘서트 영화를 공개했다. 영화에서는 〈Seed〉나 〈Mirror〉처럼 아직 발매되지 않은 《Heart Under》의 수록곡들이 공개되었다. 그로부터 반년이 지난 11월 16일, 밴드는 파티전 레코드에서의 첫 작품으로 싱글 〈I Am You〉과 딜런 프리즈그린이 만든 노래의 비주얼라이저를 발매하였다. 2022년 2월 23일에는 《Heart Under》가 2022년 5월 27일 발매될 것이라는 소식 및 트랙리스트와 표지, 그리고 두 번째 싱글 〈Still〉과 발란 에반스가 감독한 뮤직 비디오를 공개하였다. 비디오에는 볼의 눈알을 가까이서 촬영한 모습을 보여주었는데, 소 영 매거진에 기사를 쓴 엘비스 설웰은 스탠리 큐브릭의 영화 시계태엽 오렌지가 생각난다고 표했다. 두 달 후인 4월, 밴드는 세 번째 싱글 〈Mirrors〉와 물에 잠긴 듯한 모습을 촬영한 뮤직 비디오를, 5월 24일에는 〈Seed〉를 공개하였다.
음반과 싱글의 표지는 모두 영국의 예술가인 그레이엄 딘의 작품을 사용하였다. 케이티는 SNS에서 딘의 작품을 보고 그림과 음반의 물에 관한 주제를 연결시킬 수 있다고 생각하였고, 딘이 보낸 몇 가지 표지 옵션을 보낸 것을 보고 딘의 그림을 사용하기로 선택하였다.

## 평가
| 전문가 평가     | 전문가 평가 |
| 총 점수         | 총 점수     |
| 출처            | 점수        |
| --------------- | ----------- |
| AnyDecentMusic? | 8.2/10      |
| 메타크리틱      | 89/100      |
| 평가 점수       |             |
| 출처            | 점수        |
| 비츠 퍼 미닛    | 80%         |
| 아이리시 타임스 | [ 22 ]      |
| 언더 더 레이더  | [ 23 ]      |
| 인디펜던트      | [ 24 ]      |
| 클래시          | 8/10        |
| 텔레그래프      | [ 26 ]      |
| 페이스트        | 8.5/10      |
| 피치포크        | 7.7/10      |
| DIY             | [ 4 ]       |
| NME             | [ 1 ]       |

《Heart Under》는 발매 이후 음악 비평가들에게 극찬을 받았다. 리뷰 애그리게이터 웹사이트 메타크리틱에서는 10개의 리뷰를 토대로 100점 만점에 89점이 매겨졌으며, AnyDecentMusic?에서는 16개 리뷰를 통해 10점 만점에 8.2점으로 평가되었다. 피치포크의 필리프 로버츠는 음반에 대하여 "여명도 밝아 오기 전의 한밤에 찍은 일련의 사진들"이라고 묘사, "《Heart Under》는 횃불을 들어주기 보다는 눈이 칠흑 같은 어둠에 적응할 수 있도록 해준다"라고 표현했다. 인디펜던트의 아나벨 누전트는 "가벼운 트랙에서조차 위협적인 심장의 고동소리와 반짝이는 이빨은 그 모습을 계속 보여주면서도 완전히 드러내지 않는다"고 음반을 나타냈다. 텔레그래프는 음반의 사운드를 영국의 상황과 엮어서 비평했다. 포피 플랫은 비싸지는 스튜디오 대여 시간, 브렉시트가 초래한 레드 테이프, 독창성보다 틱톡에서의 성공을 원하는 레이블 등을 예로 들며, 비상업적인 음악을 하는 것이 더 힘들어지는 환경에서 밴드가 언제나 "어려운 선택"을 택한다고 했다.
NME의 윌 리처즈는 "새 음반 전반에 걸쳐, 저스트 머스터드의 악기들은 손길이 닿지 않은 풍경의 새로운 구석을 발견하는 것처럼 독창적으로 사용된다"고, 비츠 퍼 미닛의 팀 센츠는 "저스트 머스터드가 하고 있는 그 어떤 것도 독창적인 것은 아니지만, 악기를 마치 다른 세계에서 온 물건처럼 소리를 변형시키는 능력은 현재 슈게이즈 신에서 이례적이다"라며, 악기 사용에 관한 부분을 호평했다. 언더 더 레이더는 음반을 "불안정한 평형상태"라고 형용했다. 리뷰어 이언 킹은 누넌과 미트의 기타가 독주하지 않고, 떼를 지으며, 로버트의 저음 베이스 라인은 셰인의 드럼 연주가 만들어낸 기저를 덜컹이게 한다고 이야기했다. 라우드 앤드 콰이어트의 잭 도허티는 "자신들만의 사운드를 가진 완전한 하나"의 밴드라고 저스트 머스터드를 칭했고, 《Heart Under》는 "분위기 있는 록의 예술을 잘, 그리고 진정으로 숙달시켰다"고 호평하며 10점 만점에 9점으로 평가했다.

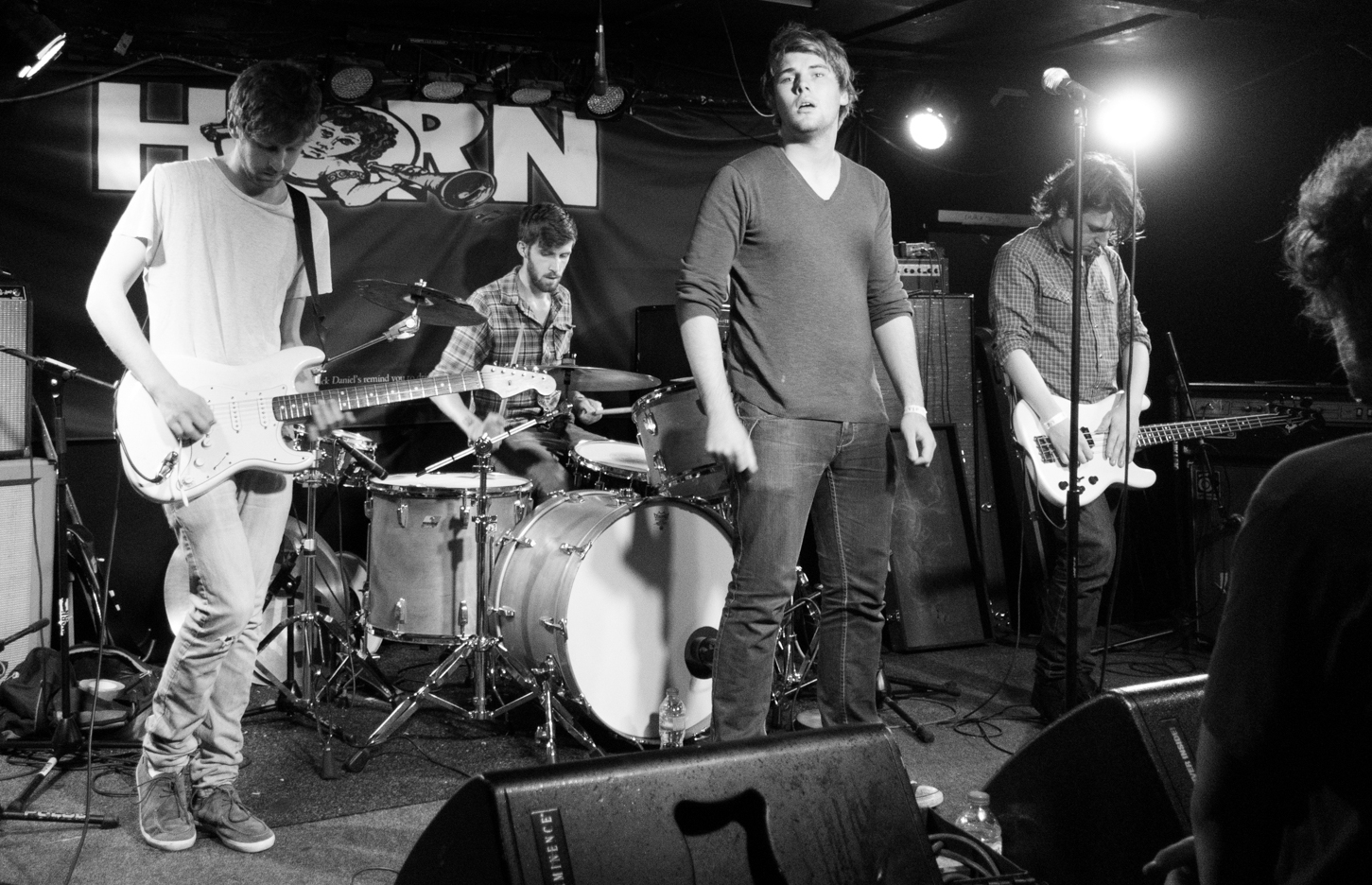
일부 비평가들은 저스트 머스터드의 음악을 길라 밴드(사진)에 비유하였다.

일부 매체에서는 노이즈 록 사운드에 대해 같은 아일랜드 출신의 노이즈 록 그룹인 길라 밴드(Gilla Band)를 언급하였다. 페이스트는 전작에서는 곁들인 듯한 노이즈가 주요한 사운드로 자리잡은 것이 "한결같이 활기찬 카타르시스를 선사한다"고 말하면서 길라 밴드와 편집증적인 사운드에 대한 공통점이 있으면서도, 질식할 듯한 폐소공포증을 불어넣기 위해 기타 사운드를 해체하고 재건하는 길라 밴드와는 달리 멍은 들지만 의기양양해하는 듯한 사운드를 디자인하는 데 집중한다는 차이점이 존재한다고 구분했다. DIY는 폰테인스 D.C.를 더불어 언급하며 "에메랄드 섬에서 떠오르는 불협화음 지향의 록" 속으로 파고든다고 얘기하였으며, 클래시 또한 《Heart Under》에서 보인 모습이 길라 밴드의 "귀를 차는 노이즈 록"이 두 밴드가 앰프를 부서질 듯한 대혼란이 일어나길 원한다는 유사점을 지닌다고 리뷰를 작성하였다.

## 트랙 리스트
전체 작사·작곡: 저스트 머스터드
| #            | 제목           | 재생 시간 |
| ------------ | -------------- | --------- |
| 1.           | 〈23〉         | 4:53      |
| 2.           | 〈Still〉      | 4:05      |
| 3.           | 〈I Am You〉   | 3:50      |
| 4.           | 〈Seed〉       | 4:48      |
| 5.           | 〈Blue Chalk〉 | 5:01      |
| 6.           | 〈Early〉      | 3:49      |
| 7.           | 〈Sore〉       | 4:24      |
| 8.           | 〈Mirrors〉    | 4:17      |
| 9.           | 〈In Shade〉   | 4:38      |
| 10.          | 〈Rivers〉     | 5:27      |
| 총 재생 시간 | 총 재생 시간   | 45:12     |

## 참여진
크레딧은 음반의 라이너 노트에서 발췌했다.
| 밴드 - 저스트 머스터드 – 프로듀싱, 작사 및 작곡 - 케이티 볼 – 보컬, 탬버린 - 데이비드 누넌 – 기타, 보컬, 엔지니어링 - 미트 칼리온쿠오글루 – 기타 - 로버트 호저스 클라크 – 베이스 기타 - 셰인 매과이어 – 드럼, 타악기, 스테어케이스 | 기타 - 크리스 W. 라이언 – 엔지니어링 - 데이비드 렌치 – 믹싱 및 추가 프로그래밍 - 조 라포타 – 마스터링 - 그레이엄 딘 – 커버 - 허미스 미란다 – 그래픽 디자인 - 몰리 킨 – 사진 |

## 차트
| 차트 (2022)         | 최고 순위 |
| ------------------- | --------- |
| 아일랜드 앨범 (OCC) | 17        |